# Liste der deutschen Botschafter in Slowenien
Die Liste der deutschen Botschafter in Slowenien enthält die Botschafter der Bundesrepublik Deutschland in Slowenien. Sitz der Botschaft ist in Ljubljana.
| Name                            | Amtszeit  | Anmerkungen                                 |
| ------------------------------- | --------- | ------------------------------------------- |
| Günther Seibert                 | 1992–1997 |                                             |
| Heike Zenker                    | 1997–2003 |                                             |
| Hans Jochen Peters              | 2003–2006 |                                             |
| Hans-Joachim Goetz              | 2006–2009 |                                             |
| Matthias von Kummer             | 2009–2010 |                                             |
| Werner Burkart                  | 2010–2013 |                                             |
| Anna Elisabeth Prinz            | 2013–2016 |                                             |
| Klaus Peter Riedel              | 2016–2020 |                                             |
| Adrian Pollmann Natalie Kauther | 2020–2024 | gemeinsam akkreditiert (Job-Sharing-Modell) |
| Sylvia Groneick                 | seit 2024 |                                             |